# Sayn-Wittgenstein-Hohenstein
Il Sayn-Wittgenstein-Hohenstein era una contea tra la Assia-Darmstadt e la Vestfalia.  Fu formata nel 1657 dalla partizione del Sayn-Wittgenstein-Wittgenstein e fu innalzata da contea a principato.  Dal 1806 al 1815 fu proprietà del Granduca di Assia e dopo il 1816 della Prussia.  La capitale era Laasphe.

## Conti di Sayn-Wittgenstein-Hohenstein (1657-1801)
- Gustavo (1657–1701)
- Enrico Alberto (1701–23)
- Augusto (1723–35)
- Federico I (1735–56)
- Giovanni Ludovico (1756–96)
- Federico II (1796–1801)

## Principi di Sayn-Wittgenstein-Hohenstein (1801–1806)
- Federico II (1801–06)